# Tovste, Semenivka
Tovste (în ucraineană Товсте) este localitatea de reședință a comunei Tovste din raionul Semenivka, regiunea Poltava, Ucraina.

## Demografie
Componența lingvistică a localității Tovste
     Ucraineană (97,64%)
     Rusă (2,36%)
Conform recensământului din 2001, majoritatea populației localității Tovste era vorbitoare de ucraineană (97,64%), existând în minoritate și vorbitori de rusă (2,36%).